# Spilosoma lineata
Spilosoma lineata là một loài bướm đêm thuộc phân họ Arctiinae, họ Erebidae.

## Hình ảnh

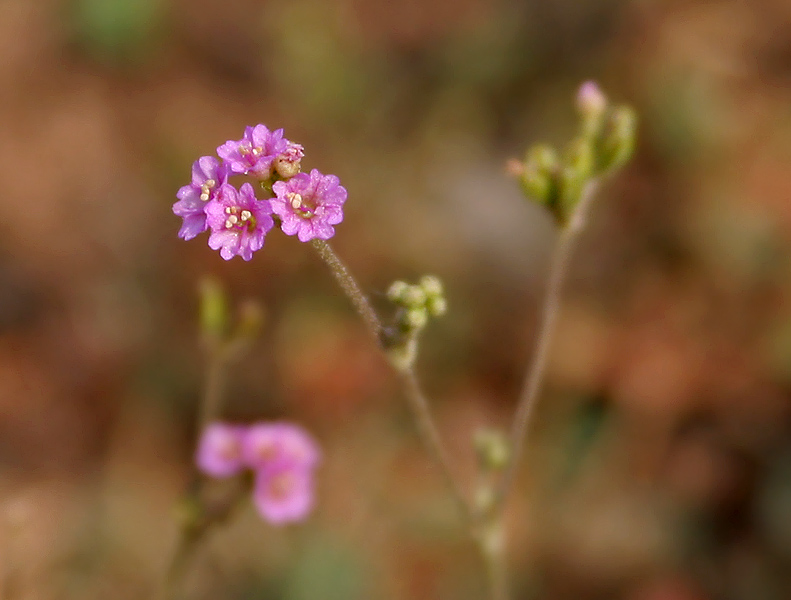
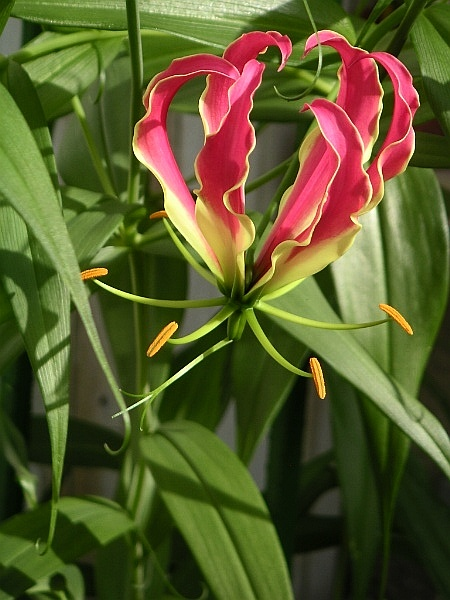
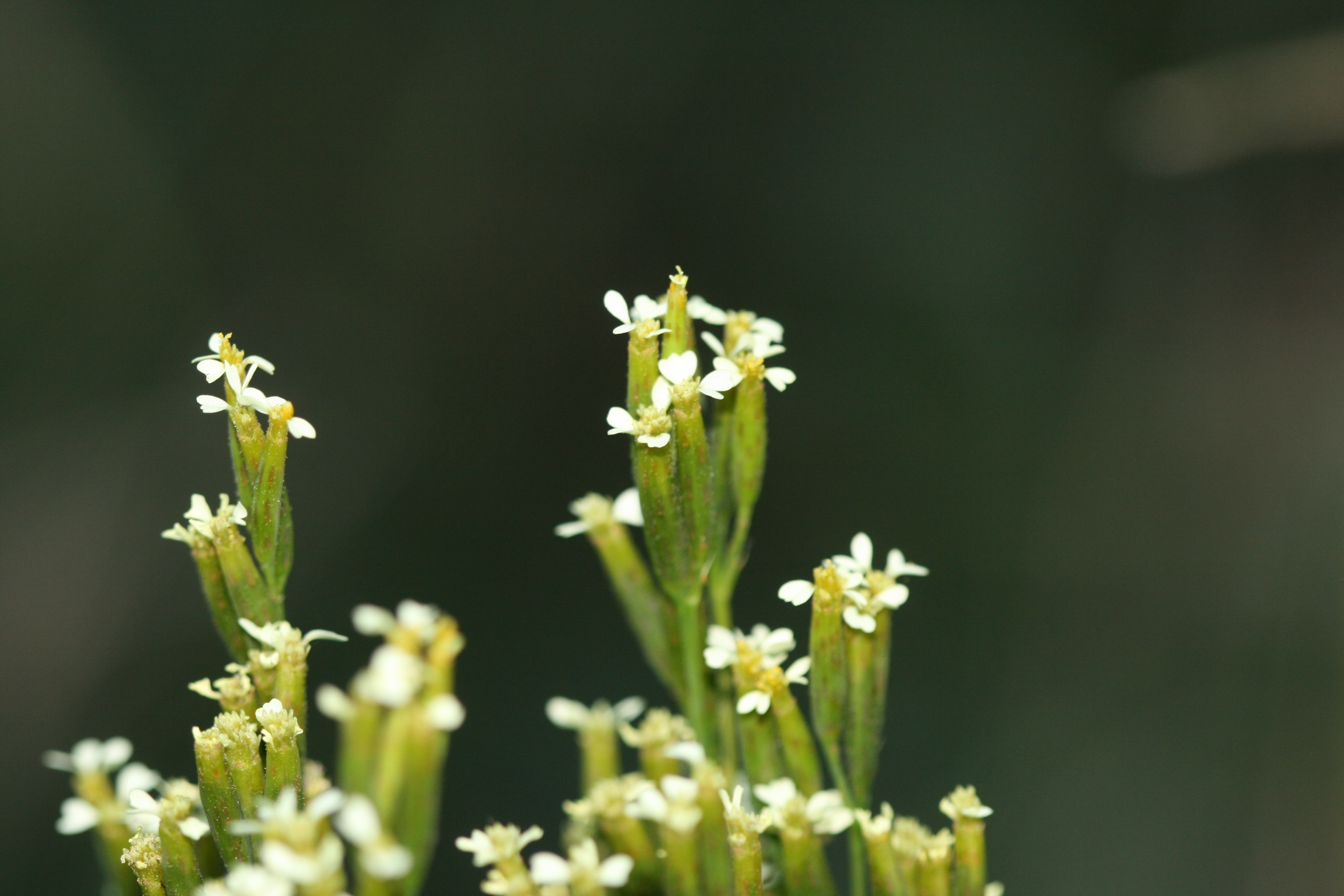